# ディグビー・ウィラビー (第7代ミドルトン男爵)

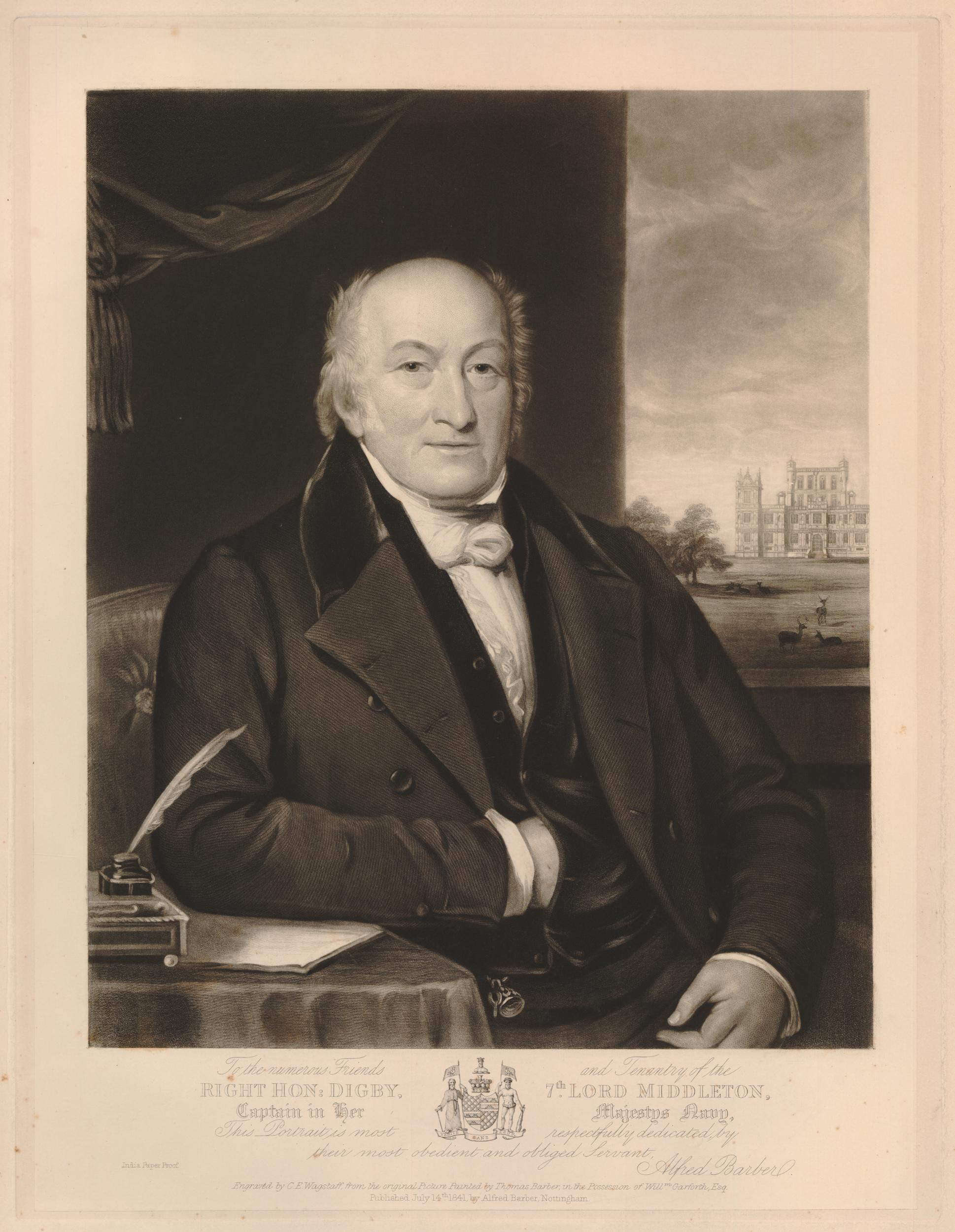
チャールズ・イーデン・ワグスタッフ（Charles Eden Wagstaff）による、第7代ミドルトン男爵の肖像画のメゾチント、1841年。原作はトマス・バーバー（Thomas Barber）画。

第7代ミドルトン男爵ディグビー・ウィラビー（英語: Digby Willoughby, 7th Baron Middleton、1769年11月6日 – 1856年11月5日）は、グレートブリテン貴族、イギリス海軍の軍人。

## 生涯
フランシス・ウィラビー（Francis Willoughby、1727年 – 1771年以降、トマス・ウィラビー閣下の次男）と妻オクタヴィア（Octavia、旧姓フィッシャー（Fisher）、フランシス・フィッシャーの娘）の息子として、1769年11月6日にノッティンガムシャーのヘスリー・ホール（Hesley Hall）で生まれ、29日にハーワースで洗礼を受けた。
1782年5月20日にイギリス海軍に入隊、1794年1月10日にはじめて辞令を受けた。フランス革命戦争における栄光の6月1日では戦列艦カローデンに乗船して参戦した。1802年5月7日、中佐に昇進した。後に大佐に昇進、1840年9月10日に軍務から引退した。
1835年6月19日に叔父ヘンリーの息子ヘンリーが死去すると、ミドルトン男爵位を継承した。
1856年11月5日に生涯未婚のまま自領のウォラトン・ホールで死去、叔父ヘンリー（1731年 – 1816年）の息子ヘンリー（1780年12月15日 – 1849年）の息子ヘンリーが爵位を継承した。

## 家族
生涯未婚だったが、庶子を1人もうけた。
- オクタヴィア（Octavia、1901年6月19日没） - 1853年、ジョン・リチャード・スミス・ウォリス陸軍少佐（John Richard Smyth Wallis）と結婚。1872年4月4日、第9代準男爵サー・ジョージ・ハウランド・ボーモント（1828年9月12日 – 1882年6月8日）と再婚[4][5]